# New Found Glory
New Found Glory (dawniej A New Found Glory) – amerykański zespół poppunkowy założony w Coral Springs na Florydzie w 1997. Członkowie bandu bardziej jednak identyfikują się ze stanem Kalifornia. Założycielami są: wokalista - Jordan Pundik, gitarzyści - Chad Gilbert i Steve Klein, basista Ian Grushka oraz perkusista Joe Moreno. Po kilku występach nastąpiła zmiana perkusisty, którego zastąpił Cyrus Bolooki. W grudniu 2013 grupę opuścił Steve Klein. Od tego czasu występują jako kwartet.
W muzyce New Found Glory słychać wpływy punkowych kapel takich jak Green Day czy NOFX oraz mocniejszych brzmień z pogranicza Hatebreed i Madball. Sami określają swoją muzykę jako Easy Core.

## Historia

### Początek, debiutancka EP oraz "Nothing Gold Can Stay" (1997–1999)
Zespół powstał w okresie letnim 1997 roku kiedy to Jordan Pundik (wokalista) poznał Stephena Kleina (gitarzysta) w "Marjory Stoneman Douglas High School". Już wtedy zaczęli razem tworzyć muzykę. Nazwa zespołu powstała podczas gdy Jordan i Steven pracowali w restauracji "Red Lobster". Jak to Jordan stwierdził - Jak wymyśliliśmy nazwę? Napisaliśmy ją na serwetce. Wydaje mi się, że wsadziliśmy coś z piosenki zespołu Get Up Kids "A Newfound Interest in Massachusetts".
Następnie zaprosili do wspólnej gry basistę Iana Grushkę, który wcześniej grał w zespole o nazwie "Inner City Kids". Pierwsze próby odbywały się w garażu Iana. Następnie uzupełnili skład o perkusistę Joe "Taco Joe" Moreno. Wkrótce potem, Chad Gilbert, były wokalista Shai Hulud, dołączył do nich na gitarę zamykając kwintet.
Zespół nagrał swoją debiutancką EP-kę "It's All About Girls" w 1997 roku w mieszkaniu przyjaciela, która była kolportowana przez niezależną wytwórnię Fiddler Records. Współpraca z Moreno nie układała im się jak najlepiej. Chad stwierdził w wywiadzie dla Alternative Press, że perkusja na EP-ce była źle zagrana.
Wkrótce Moreno został zastąpiony przez obecnego perkusistę Cyrusa Bolooki. Po ustabilizowaniu składu NFG wyruszyli w trasę na wschodnie wybrzeże i szybko sprzedali cały nakład EP-ki. Undergroundowy sukces zespołu przyciągnął uwagę wytwórni płytowej Eulogy Recordings co zaowocowało podpisaniem umowy i zwiększeniem dystrybucji ich muzyki.
Po sukcesie "It's All About Girls", zespół nagrał swój debiutancki album "Nothing Gold Can Stay" (1999). Początkowo sprzedawali go z jednostronną wkładką podczas koncertów wspierających grupę NOFX. Richard Reines, współzałożyciel Drive-Thru Records bacznie obserwując ich dokonania, spotkał się z zespołem i zaproponował współpracę. NFG podpisali w pięcioosobowym składzie umowę z Drive-Thru na 5.000 $ za licencję Nothing Gold Can Stay, która sprzedała się w ponad 300.000 egzemplarzy.
W 2009 Nothing Gold Can Stay została okrzyknięta mianem "10 Classic Albums of '99" na łamach Alternative Press.

## Muzycy
Obecni skład zespołu
- Jordan Pundik – wokal (od 1997)
- Chad Gilbert – gitara (od 1997)
- Ian Grushka – gitara basowa (od 1997)
- Cyrus Bolooki – perkusja (od 1997)

Byli członkowie zespołu
- Joe Moreno – perkusja (1997)
- Steve Klein – gitara (1997 - 2013)

Muzycy koncertowi
- Michael Bethancourt – keyboard, syntezatory (od 2007)
- Anthony Raneri – gitara (2010)
- James Dewees – keyboard, syntezatory (2003—2005)

## Dyskografia
- Nothing Gold Can Stay (1999)
- New Found Glory (2000)
- From The Screen To Your Stereo Part I (2000)
- Sticks and Stones (2002)
- Catalyst (2004)
- Coming Home (2006)
- From The Screen To Your Stereo Part II (2007)
- Not Without A Fight (2009)
- Radiosurgery (2011)